# Mercey-sur-Saône
Mercey-sur-Saône és un municipi francès situat al departament de l'Alt Saona i a la regió de Borgonya - Franc Comtat. L'any 2007 tenia 141 habitants.

## Demografia

### Població
El 2007 la població de fet de Mercey-sur-Saône era de 141 persones. Hi havia 60 famílies, de les quals 16 eren unipersonals (16 homes vivint sols), 24 parelles sense fills i 20 parelles amb fills.
La població ha evolucionat segons el següent gràfic:
Habitants censats

### Habitatges
El 2007 hi havia 83 habitatges, 61 eren l'habitatge principal de la família, 16 eren segones residències i 6 estaven desocupats. 77 eren cases i 6 eren apartaments. Dels 61 habitatges principals, 50 estaven ocupats pels seus propietaris, 10 estaven llogats i ocupats pels llogaters i 1 estava cedit a títol gratuït; 2 tenien dues cambres, 9 en tenien tres, 10 en tenien quatre i 40 en tenien cinc o més. 54 habitatges disposaven pel capbaix d'una plaça de pàrquing. A 34 habitatges hi havia un automòbil i a 24 n'hi havia dos o més.

### Piràmide de població
La piràmide de població per edats i sexe el 2009 era:
| Homes | Edats   | Dones |
| ----- | ------- | ----- |
| 0     | 95 o +  | 0     |
| 0     | 90 a 94 | 0     |
| 0     | 85 a 89 | 0     |
| 4     | 80 a 84 | 0     |
| 8     | 75 a 79 | 8     |
| 4     | 70 a 74 | 0     |
| 8     | 65 a 69 | 0     |
| 4     | 60 a 64 | 0     |
| 4     | 55 a 59 | 4     |
| 0     | 50 a 54 | 8     |
| 0     | 45 a 49 | 4     |
| 8     | 40 a 44 | 0     |
| 0     | 35 a 39 | 0     |
| 0     | 30 a 34 | 4     |
| 8     | 25 a 29 | 4     |
| 0     | 20 a 24 | 0     |
| 4     | 15 a 19 | 0     |
| 0     | 10 a 14 | 4     |
| 0     | 5 a 9   | 0     |
| 8     | 0 a 4   | 0     |

## Economia
El 2007 la població en edat de treballar era de 86 persones, 48 eren actives i 38 eren inactives. De les 48 persones actives 43 estaven ocupades (25 homes i 18 dones) i 5 estaven aturades (3 homes i 2 dones). De les 38 persones inactives 15 estaven jubilades, 5 estaven estudiant i 18 estaven classificades com a «altres inactius».

### Ingressos
El 2009 a Mercey-sur-Saône hi havia 60 unitats fiscals que integraven 144 persones, la mediana anual d'ingressos fiscals per persona era de 12.863 €.

### Activitats econòmiques
Dels 3 establiments que hi havia el 2007, 2 eren d'empreses de construcció i 1 d'una empresa classificada com a «altres activitats de serveis».
Dels 3 establiments de servei als particulars que hi havia el 2009, 1 era un paleta, 1 electricista i 1 perruqueria.
L'any 2000 a Mercey-sur-Saône hi havia 6 explotacions agrícoles.

## Poblacions més properes
El següent diagrama mostra les poblacions més properes.